# Арташесиди
Арташесиди е арменска царска династия. Династията води своето начало от арменската династия от ирански произход Ервандиди. Управлява от 189 пр.н.е. до 1 от н.е.
Около 200 от н.е. селевкидския цар Антиох III назначил за сатрап на Велика Армения Арташес. Последният след смъртта на Антиох III провъзгласил себе си за цар.
Столица – Арташат (от 166 пр.н.е.), Тигранакерт от 77 − 69 пр.н.е.
Титул: тагавор, арка (цар).
- Арташес I (Артаксий) I (цар 189 – 159, стратег от 200 пр.н.е.)
- Тигран I, син (159 – 123)
- Артавазд I, син (123 − 95).
- Тигран Велики, племенник. (95 − 56/5)
- Артавазд II, (56/5 − 34, убит 30)
- Александър Хелиос, син на Марк Антоний (34 − 33/2)
- Арташес II, (33/2 − 20)
- Тигран III, (20 − 10)
- Тигран IV, (10 − 5)
- Ерато, сестра и съпруга (съвладетелка)
- Артавазд III, (5 − 2) – син на Артавазд II
- Тигран IV (отново) (2 пр.н.е. – 1)

- Ариобарзан, син на Артабаз, цар на Аратопена (2 − 4)
- Артавазд IV, (4 − 6)
- Тигран V, внук на Ирод, царя на Юдея (6 − 10)
- Ерато (отново)

- Вонон I, цар на Партия (10 − 15)
- Ород, син на Артабан III, царя на Партия (15/6 − 18)
- Арташес III (Зенон), син на Полемон, царя на Понт (18 − 34)
- Аршак I, (34 − 35)
- Митридат, брат на Фарсман I, царя на Иберия (35 − 37) и (47 − 51)

- 37 − 47 партска окупация.